# Colonización griega

Mapa de los territorios y colonias de Grecia durante la Época Arcaica.

Se pueden distinguir dos sociedades en la colonización griega.
- «Colonización protohistórica»: la que se produjo en los primeros siglos del primer milenio a. C. Ante la presión ejercida sobre la Grecia continental por las migraciones procedentes del norte de la península balcánica de pueblos indoeuropeos, grupos de griegos de la península helénica se establecieron en las costas de Anatolia. Testimonios indirectos de este periodo se encuentran en la repartición dialectal y en las tradiciones mitográfica y mitológica.
- «Colonización histórica» o «segunda colonización» o simplemente «colonización»: la expansión de los griegos por todo el Mediterráneo entre los siglos VIII y VI a. C., y, con menor frecuencia, durante el V.

## Motivaciones

### Los conflictos internos
Stasis se llama a toda crisis interior que conduce a la guerra civil. La colonización es una manera de evitar este tipo de guerra, del grupo que se halla en minoría fundando una nueva polis (ciudad). No se trata forzosamente de un conflicto entre la aristocracia y el pueblo, sino sobre todo de las luchas por el poder entre grupos aristocráticos, o de una posición en el interior del grupo dirigente, como es por ejemplo en Corinto.
Los colonos tienen el deseo de fundar una ciudad ideal. Esta decisión no se toma más que en una situación de extrema gravedad.

### Las motivaciones comerciales
El aprovisionamiento de la ciudad es una necesidad vital para la metrópoli, sin embargo, la realidad sobre las motivaciones comerciales es bastante compleja.
Las motivaciones no son siempre seguras, puesto que no se conoce siempre la situación de la metrópolis. Además, el volumen de intercambios entre la colonia y la métropoli era a menudo insuficiente para hacer vivir a la colonia. Las colonias griegas fundadas por razones comerciales son bastante raras: se puede citar las cleruquías de Atenas o Naucratis.

## Condiciones y momentos de la partida
La partida de los colonos es siempre un momento de desgarro social. La colonia que era fundada para evitar a la ciudad una hambruna, no es entendida más que, a partir del momento en el que los colonos abandonaban la ciudad, ellos perdían el derecho a regresar. La metrópolis no les aportaba ninguna asistencia. El cuerpo cívico sufría una verdadera amputación entre una décima y una cuarta parte de la población partía, sin esperanza de regresar.

### La decisión y los actores
Una colonia no se fundaba a título privado (salvo raras excepciones), sino que resulta de una decisión tomada por la ciudad, 
Para la fundación de una colonia, se presenta primeramente un proyecto a la asamblea. En caso de acuerdo el consejo aristocrático toma a su cargo la elección de las modalidades y las medidas concretas para designar quien va a partir.               
Hay que designar, entonces, un jefe de la expedición, llamado oikistes, lo más a menudo elegido entre la aristocracia. El oikistes elegía el nombre y el lugar preciso del nuevo establecimiento. una vez han llegado, establece y dota a la colonia de un sistema defensivo.
En el marco del pensamiento mítico donde se otorga una parte importante a los dioses, las ciudades tienen necesidad de una sanción divina que sirva para confortar las decisiones humanas; la fundación de una colonia era arriesgada, y suscitaba el dolor entre los que debían partir, sin esperanza de regresar, y los que se quedaban. Se tiene la costumbre de ir a consultar el oráculo de Apolo de Delfos. El oráculo da una orientación geográfica general y da su consejo sobre un proyecto elaborado por la ciudad.

### Los criterios de elección

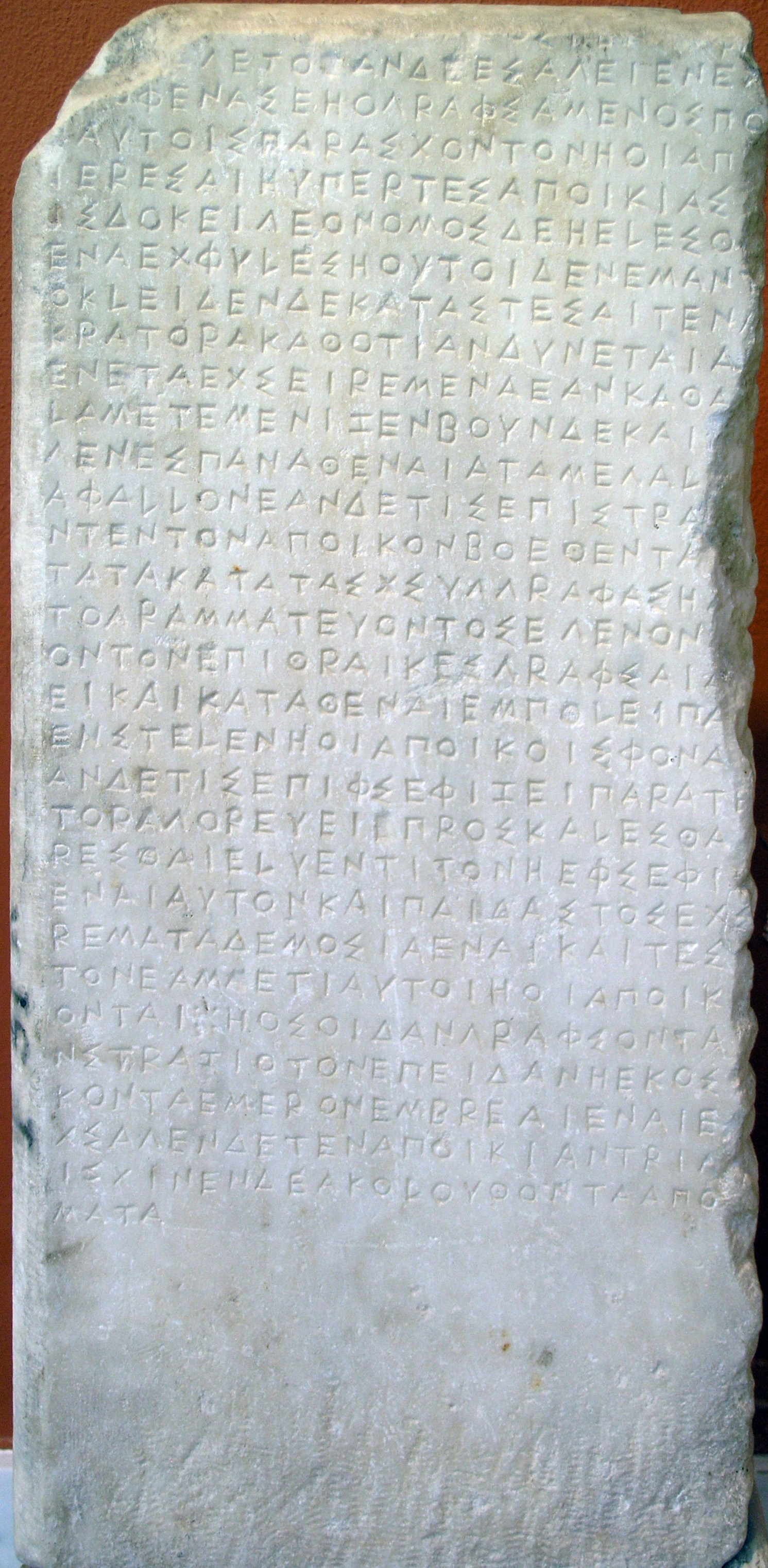
Decreto concerniente a la fundación de la colonia de Brea en Tracia, hacia 445 a. C. (IG I³ 46) (Museo Epigráfico de Atenas).

Son establecidos por el oráculo. Sin embargo, se observa generalmente un buen sentido: evita a los países bastante estructurados en el plano político como Egipto o la costa sirio-palestina (Asiria y Fenicia), aconsejándose partir hacia el oeste o el este.
Describe igualmente el lugar donde la colonia será establecida. algunos elementos se encuentran en todos los oráculos que describen un lugar donde será posible garantizar la soberanía y autonomía de la colonia:
- el lugar será de fácil acceso por mar;
- el lugar será fácil de defender (en una isla próxima a la costa, sobre un promontorio o una colina);
- el lugar estará rodeado de un territorio rico;
- el lugar dispondrá de un aprovisionamiento de agua permanente.
- el lugar tendría que tener indígenas cerca para comerciar.

Estos criterios requieren algunos comentarios. Antes que nada, la facilidad de acceso por mar es indispensable. Se trata pues de un truismo. En consideración de los factores que empujan a la fundación de una colonia, la necesidad de aligerar la presión demográfica sobre el territorio de la metrópoli, los otros criterios son todos indispensables. Estos oráculos son pues una llamada de lo que será necesario para la colonia. Además la reunión en el mismo lugar de tantos factores favorables sobre un sitio que no está ocupado es imposible. Pues, cuando los colonos desembarcan, deben expulsar forzosamente a los predecesores. Y bien que los relatos de fundación no evocan nunca un episodio violento en el origen de la ciudad, las excavaciones muestran, cada vez que se desciende bajo del nivel griego, un nivel de incendio que prueba que la instalación de la colonia no se ha hecho de forma pacífica.

## Caracteres específicos de los nuevos establecimientos

### Las relaciones de las colonias con Grecia
Los colonos llevan todo un bagaje afectivo y religioso: se parte con el fuego sagrado de la metrópolis, la colonia conserva el mismo panteón y con frecuencia la misma divinidad poliada.
Los lugares se materializan por desplazamientos de la metrópolis a la colonia y viceversa durante grandes fiestas religiosas.
En el plano político, se conserva generalmente las instituciones de la metrópolis, al menos al principio.
Al principio, los intercambios comerciales son bastante modestos. Poco tiempo después, se asiste, sin embargo, a una verdadera explosión. Así, la riqueza de las gentes de Sibaris es legendaria. No hay, sin embargo, ningún vínculo político entre la colonia y su metrópolis: la nueva ciudad es completamente independiente. Ocurría que una colonia se encontrara enfrentada en el curso de una guerra a su metrópolis: por ejemplo el conflicto entre Corcira y su metrópolis Corinto fue el origen de la guerra del Peloponeso.

## Ubicaciones

### Asia Menor
parte de la península de Anatolia donde los griegos estuvieron establecidos en la Antigüedad. Principalmente se trataba del litoral occidental de esa península y las islas adyacentes.
De norte a sur se divide en Eólida, Jonia, Dórida y Caria de acuerdo con los dialectos hablados en ellas. El norte de Eolia es la Tróade, la comarca donde estaba Troya. Son eolias las islas de Lesbos (capital, Mitilene) y Ténedos.
La costa central o Jonia albergó verdaderas potencias griegas como Focea, Éfeso y Mileto. Están allí Clazómenas, Teos, Magnesia del Sipilos y Colofón. Entre Éfeso y Mileto corre el río Meandro. Son jonias las grandes islas de Quíos, Samos e Icaria. Al sur, los dorios ocuparon una gran parte de la región de Caria donde destacaron ciudades como Halicarnaso y Cnido, y la isla de Rodas.
Desde estos lugares partieron numerosas expediciones a otras zonas donde fundaron nuevas colonias, principalmente a lo largo de la costa del mar Negro.

### Macedonia y Tracia
Se fundaron numerosas colonias en el norte de Grecia, principalmente en la región de Calcídica pero también en la región de Tracia.
Calcídica fue colonizada por eubeos, principalmente de Calcis, quienes prestaron su nombre a estas colonias. Los asentamientos más importantes de los eubeos en Calcídica fueron Olinto (que se estableció en colaboración con los atenienses), Torone, Mende, Sermile, Afitis y Cleonae en la península de Athos. Otras colonias importantes en Calcídica fueron Acanto, fundada por colonos de Andros y Potidea, una colonia de Corinto. Los tasianos con la ayuda del ateniense Calístrato de Afidnas fundaron la ciudad de Dato. Durante la guerra del Peloponeso, los atenienses con Hagnon, hijo de Nikias, fundaron la ciudad de Ennea Hodoi (Ἐννέα ὁδοὶ), es decir, nueve caminos, en la ubicación actual de la "colina 133" al norte de Anfípolis en Serres.
Los jonios de la costa de Asia Menor fundaron muchas otras colonias en la región de Tracia. Las colonias importantes fueron Maroneia y Abdera. Los milesios también fundaron Abido y Cardia en el Helesponto y Redesto en Propontis. Los samios colonizaron la isla de Samotracia, de donde proviene su nombre. Finalmente, los parianos colonizaron Tasos.

### Magna Grecia y Sicilia
Magna Grecia fue el nombre dado por los romanos a las zonas costeras del sur de Italia en las actuales regiones italianas de Calabria, Apulia, Basílica, Campania y Sicilia, que fueron ampliamente pobladas por los griegos.

### Mar Jónico y IIiria
La región del mar Jónico y la de Iliria fueron colonizadas estrictamente por Corinto. Los corintios fundaron importantes colonias de ultramar en las rutas marítimas hacia el sur de Italia y el oeste, que lograron convertirlas en los principales emporios del lado occidental del Mediterráneo. Las colonias importantes de Corinto incluyeron Leucade, Astaco, Anaktorio, Accio, Ambracia y Corfú. 

### Mar Negro y Propóntide
Aunque los griegos en un momento dado calificaron la costa del mar Negro de «inhóspita», según fuentes antiguas acabaron creando entre 70 y 90 colonias. La colonización del mar Negro estuvo liderada por los megaranos y algunas ciudades jónicas como Mileto, Focea y Teos. La mayoría de las colonias de la región del mar Negro y Propontis se fundaron en el siglo VII a. C.

### Resto del Mediterraneo
En el norte de África, en la península de Cirenaica, los colonos de Thera fundaron Cirene, que evolucionó hasta convertirse en una ciudad muy poderosa en la región. En el lado norte del Mediterráneo, los focaianos fundaron Massalia en la costa de la Galia.

## Análisis contemporáneo del proceso de colonización
El proceso de colonización es un fenómeno complejo. Se puede argüir que comenzó como una secuela del colapso de la civilización micénica, como sugiere C. G. Thomas. Según dicho autor, esta civilización se caracterizó por su desunión política: muchos reinos en estado de guerra y elevada competición comercial entre ellos. Opina que la «uniformidad cultural» era consecuencia del boyante comercio. Tras el declive generalizado únicamente unos pocos centros conservaron su población, como Lefkandi y Atenas, en otros por el contrario hubo movimientos migratorios: poblaciones aqueas que se trasladaron a Cilicia y Chipre, que antecedieron al establecimiento de asentamientos griegos en la fértiles llanuras de Asia Menor.
La ciudad de Pompeya, Italia aunque nunca fue una polis griega, cuando los etruscos suponían una amenaza, se alió con los griegos, quienes dominaban la bahía de Nápoles, volviéndose su aliada comercial hasta la dominación romana.